# Jean-François Bernard
Jean-François Bernard (nacido el 2 de mayo de 1962 en Luzy, Francia) fue ciclista profesional entre los años 1984 y 1996, en los que consiguió 53 victorias. Era conocido como Jeff.
Corredor equilibrado, bueno en montaña así como en contrarreloj, durante un tiempo se le consideró el sucesor de Bernard Hinault. Su mejor año en lo deportivo fue 1987, en que consiguió victorias de etapa en Tour y Giro y subió al podio en el Tour de Francia como 3.er clasificado. Llegó al equipo Banesto el año en que Miguel Induráin comenzó a destacar en el Tour, convirtiéndose en un gregario de auténtico lujo para el corredor navarro en las grandes vueltas, además de conseguir victorias de etapa en las tres grandes.
Su hijo, Julien Bernard, es también ciclista profesional.

## Palmarés
| 1984 - 1 etapa del Tour de Gévaudan Languedoc-Roussillon 1985 - 1 etapa de la Vuelta a Suiza - 1 etapa del Tour de Limousin 1986 - Tour del Mediterráneo, más 1 etapa - 2 etapas del Tour de Romandía - 2 etapas de la Dauphiné Libéré - Coppa Sabatini - 1 etapa del Tour de Francia - 1 etapa del Tour d'Armorique 1987 - 1 etapa de la París-Niza - 3.º en el Tour de Francia, más 2 etapas y la clasificación de la combinada - 1 etapa del Giro de Italia - GP de la Villa de Rennes - Giro d'Emilia 1988 - 3 etapas del Giro de Italia | 1989 - 1 etapa del Tour de Vaucluse 1990 - 1 etapa de la París-Niza - 1 etapa de la Vuelta a España - 1 etapa del Herald Sun Tour 1991 - Boucles de l'Aulne 1992 - París-Niza, más 1 etapa - Critérium Internacional - 1 etapa de la Volta a Cataluña - Circuito de la Sarthe, más 1 etapa - Polynormande - 1 etapa del Tour de Limousin 1993 - Circuito de la Sarthe, más 1 etapa |

## Resultados en Grandes Vueltas y Campeonatos del Mundo
| Carrera         | 1984 | 1985 | 1986 | 1987 | 1988 | 1989 | 1990 | 1991 | 1992  | 1993 | 1994 | 1995 | 1996 |
| --------------- | ---- | ---- | ---- | ---- | ---- | ---- | ---- | ---- | ----- | ---- | ---- | ---- | ---- |
| Giro de Italia  | -    | -    | -    | 16.º | Ab.  | -    | -    | 14.º | -     | -    | -    | -    | -    |
| Tour de Francia | -    | -    | 12.º | 3º   | Ab.  | -    | Ab.  | 14.º | 39.º  | 49.º | 17.º | 34.º | -    |
| Vuelta a España | -    | -    | -    | -    | -    | -    | 16.º | -    | -     | Ab.  | -    | Ab.  | -    |
| Mundial en Ruta | -    | -    | 46.º | 49.º | -    | -    | -    | 49.º | '10º' | 39.º | -    | -    | -    |

-: no participa

Ab.: abandono

## Equipos
- La Vie Claire (1984-1986)
- Toshiba (1987-1990)
- Banesto (1991-1994)
- Chazal (1995)
- Agrigel-La Creuse (1996)

- Datos: Q726131
- Multimedia: Jean-François Bernard / Q726131